# 王健海
王健海（1894年—1964年9月6日），號國祥。廣東省惠陽縣人。民國37年（1948年）在僑居國外國民第五區〔澳洲大溪地及附近各島與紐幾內亞東部〕當選第一屆立法委員

出席制憲國民大會代表時

## 生平[1]
- 惠州舊制中學畢業
- 廣州華強書院畢業
- 中國國民黨法屬大溪地黨部部長及執行委員兼三民小學校長
- 中國國民黨第二、三、四次全代會澳洲總支部代表及大溪地直屬支部代表
- 曾得中央革命勳績審查會給予（曾致力國民命十年以上而有勳勞者）之證明書
- 中央籌餉會大溪地分會主任，籌集軍餉並得孫大元帥頒給獎狀功牌
- 任行政院僑務委員會委員
- 制憲國民大會大溪地僑民代表
- 民國52年9月6日病故[2]